# Byrrhinus biroi
Byrrhinus biroi är en skalbaggsart som beskrevs av Maurice Pic 1956. Byrrhinus biroi ingår i släktet Byrrhinus och familjen lerstrandbaggar. Inga underarter finns listade i Catalogue of Life.